# رودخانه توسنا
رودخانه توسنا (به انگلیسی: Tosna River) رودخانه‌ای است که در روسیه جریان دارد.